# Monodactylus
Monodactylus is een geslacht van straalvinnige vissen uit de familie van zilverbladvissen (Monodactylidae).
Het geslacht is voor het eerst wetenschappelijk beschreven in 1801 door Bernard Germain de Lacépède.

## Soorten
- Monodactylus argenteus (Linnaeus, 1758) – Zilverbladvis
- Monodactylus falciformis (Lacépède, 1801)
- Monodactylus kottelati (Pethiyagoda, 1991)
- Monodactylus sebae (Cuvier, 1829)